# Ноусиайнен, Мона-Лийса
Мо́на-Ли́йса Ноусиа́йнен  (фин. Mona-Liisa Nousiainen до 2015 года — Ма́львалехто (фин. Malvalehto); 20 июля 1983, Рованиеми, Финляндия — 29 июля 2019) — финская лыжница, специализировавшаяся в спринте, победитель этапов Кубка мира.

## Карьера
На этапах Кубка мира Мальвалехто дебютировала 24 ноября в десятикилометровой классической гонке в Куопио, где она заняла 36-е место. В этом же сезоне финка первенствовала в спринтерской гонке, которая проходила в рамках чемпионата мира среди юниоров, который проходил в немецком Шонахе. Два года спустя на аналогичном чемпионате в шведском Соллефтео Мона-Лийса выиграла пятикилометровую классическую гонку.
В 2005 году в составе сборной Финляндии Мальвалехто приняла участие в Чемпионате мира по лыжным видам спорта, где в спринтерской гонке она остановилась на полуфинальной стадии, заняв итоговое седьмое место. Два года спустя, в Саппоро Мальвалехто вновь не смогла пробиться в спринтерской гонке выше полуфинальной стадии, став двенадцатой несмотря на то, что в квалификации она показала третье время.
Первую победу на кубке мира Мальвалехто добыла 12 января 2013 года на этапе в чешском Либереце. В рамках классического спринта она сначала выиграла квалификацию, а потом уверенно первенствовала и в основных соревнованиях, обойдя на финишной прямой Юстину Ковальчик. В том же сезоне одержала вместе с Анне Кюллёнен победу в командном спринте на этапе в Сочи. 
На Олимпиаде 2014 года выступала только в личном спринте, который проходил непрофильным для Мальвалехто свободным стилем. В квалификации она стала 28-й и уже на четвертьфинальном этапе выбыла из борьбы, заняв последнее место в своём забеге.
В Кубке мира продолжала выступать до 2018 года. Завершила карьеру после того, как не отобралась на Олимпиаду 2018 года.

## Личная жизнь
Супруг Моны-Лийсы Мальвалехто — Вилле Ноусиайнен, известный финский лыжник, призёр чемпионата мира по лыжным гонкам. В 2010 году у них родилась дочь. C сезона 2015/16 выступала под фамилией мужа.
Мона-Лийса училась в Академии имени Сибелиуса. В 1999 году она выиграла первенство Финляндии по игре на аккордеоне.
Скончалась 29 июля 2019 года после продолжительной болезни в возрасте 36 лет. Вилле Ноусиайнен сообщил, что у его жены был рак.